# アニエス・ジャウィ
アニエス・ジャウィ（Agnès Jaoui, 1964年10月19日 - ）は、フランス出身の映画監督、脚本家、女優、歌手。

## 人物
役者から転身した女流の映画作家。若くして高い実績を上げており、同国制作側の栄誉「ルネ・クレール賞」を最年少で受賞。「セザール賞」脚本賞を4度受賞するなど、欧州各賞ノミネートの常連となっている。

## 来歴
1964年10月19日、フランスのパリ郊外オー＝ド＝セーヌ県アントニーで生まれる。サイコセラピストの母とマーケティングコンサルタントの父を持つ。パリの名門リセ・アンリ4世校を卒業、20歳までイポカーニュに通う。その後コンセルヴァトワールで歌唱のコースを選択、つづいて、テアトル・ナンテール・アマンディエの演劇学校でパトリス・シェローに師事した。
1983年、19歳のとき、ポール・ブジュナー監督の『Le Faucon』で女優としてデビューした。1993年、29歳のとき、フィリップ・ミュイル監督の『キッチンでの出来事』で出演するとともに脚本を初めて書き、2000年、36歳のとき、『ムッシュ・カステラの恋』で監督業に進出。バクリと組むユニットで脚本を執筆している。
2001年、フランスの国立学術団体アカデミー・フランセーズが授与する永年功労賞であるルネ・クレール賞を、パートナーのバクリとともに史上最年少で受賞した。監督も務めた『みんな誰かの愛しい人』でカンヌ国際映画祭 脚本賞を受賞。また、セザール賞の脚本賞も4回受賞している。
2006年、歌手としてアルバムデビューも果たし、1stアルバム『Canta』が翌年にフランス音楽の祭典「Victoires de la Musique」において、ワールドミュージック部門の最優秀作品賞を獲得した。

## フィルモグラフィー
- Le Faucon (1983/ポール・ブジュナー)　※女優デビュー
- Hôtel de France (1987/パトリス・シェロー)
- 恋する女 L'Amoureuse (1987/ジャック・ドワイヨン)
- Ivanov (1990/アルノー・セリニャック/舞台のTV収録)
- キッチンでの出来事 Cuisine et dépendances (1993/フィリップ・ミュイル)
  - 原作舞台・共同脚本・出演／フランス映画祭上映
- スモーキング / ノースモーキング Smoking/No Smoking (1993/アラン・レネ)
  - 共同脚本・出演／シネクラブ及び特集上映
- 家族の気分 Un air de famille (1996年/セドリック・クラピッシュ)
  - 原作舞台・共同脚本・出演
- Le Déménagement (1997/オリヴィエ・ドラン)
- La Méthode (1997/トマ・ベガン)
- 恋するシャンソン On connaît la chanson (1997/アラン・レネ)
  - 共同脚本・出演
- たれ込み屋 Le Cousin (1997/アラン・コルノー)　※「フランス映画祭横浜1998」上映
- On the run (1999/ブルーノ・ヂ・アルメイダ)
- とびだした女 Une femme d'extérieur (2000/クリストフ・ブラン) 　※「フランス映画祭横浜2000」上映
- ムッシュ・カステラの恋 Le Goût des autres (2000/監督・共同脚本も)
  - モントリオール世界映画祭グランプリ受賞
- ブラウン夫人のひめごと 24 heures de la vie d'une femme (2002/ローラン・ブニーク)
- 彼女の人生の役割 Le Rôle de sa vie (2004/フランソワ・ファヴラ)　※「フランス映画祭横浜2004」上映題
- La Maison de Nina (2004/リシャール・デンボ)
- みんな誰かの愛しい人 Comme une image (2004/監督･共同脚本も)
  - 第57回カンヌ国際映画祭脚本賞受賞
- Parlez-moi de la pluie (2008/監督･共同脚本も)
- 足にそよ風を受けて Du vent dans mes mollets (2012/カリーヌ・タルデュー)　※TV5MONDEで放映
- おとぎ話の結末は Au bout du conte (2013/監督･共同脚本も)　※TV5MONDEで放映
- L'Art de la fugue (2014/ブリス・コヴァン)
- Comme un avion (2015/ブリュノ・ポダリデス)

## ディスコグラフィー
- Canta（2006）
- Dans Mon Pays（2009）
- Nostalgias（2015）